# Brooke Haven

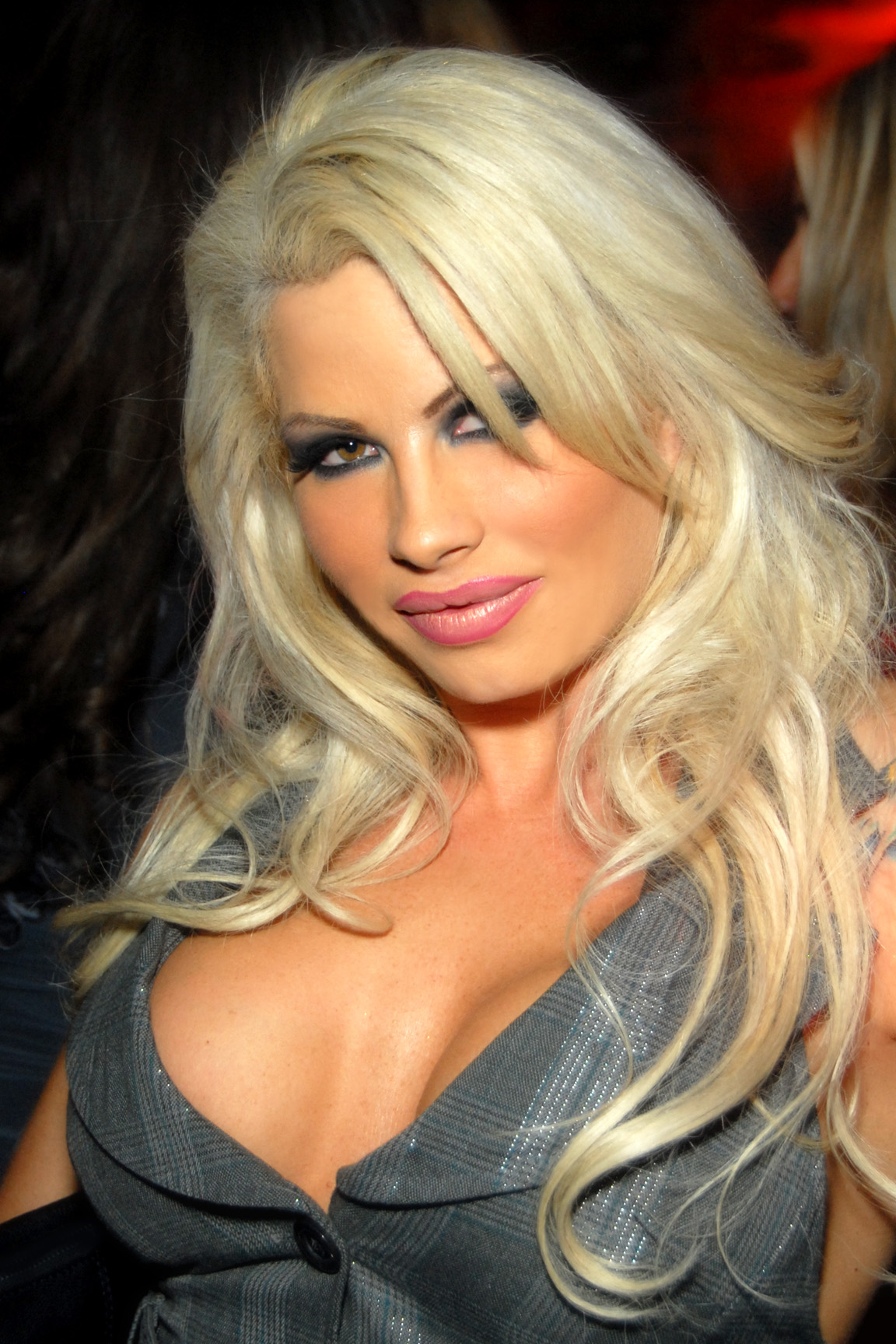
Brooke Haven (November 2009)

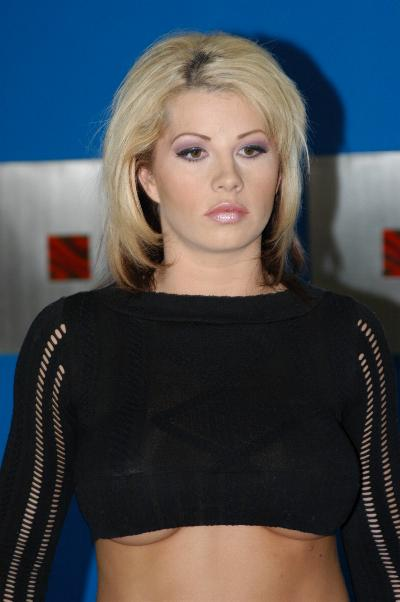
Brooke Haven (Juni 2006)

Brooke Haven (* 25. November 1979 in Sonora, Kalifornien als Serena Maria Maffucci) ist eine US-amerikanische Pornodarstellerin.

## Leben
Brooke Haven wuchs in Sonora, Kalifornien auf. Im Alter von 19 Jahren zog sie nach San Francisco um als Stripperin zu arbeiten. Sie arbeitete für dreieinhalb Jahre im Club „Deja Vu“, dann zog sie nach Phoenix, Arizona, wo sie im Club „Le Girls Cabaret“ arbeitete. Dort traf sie den Pornostar Lexie Marie. Beide erschienen im Playtime Magazine. Sie wurden eingeladen, die Hardcore-Messe „Erotica LA“ in Los Angeles zu besuchen, wo Haven Kontakte mit der Hardcorebranche aufnahm. Später zog Haven nach Los Angeles, wo sie eine Karriere als Pornodarstellerin startete. Sie drehte im Oktober 2004 ihren ersten Film.
Seitdem spielte sie in ca. 190 Filmen mit, u. a. in Layout. Sie arbeitete für die Studios Wicked Pictures, Vivid Entertainment Group, Naughty America und Digital Playground. Daneben ist sie mit Szenen auf den Websites Bang Bros und Brazzers zu sehen. Haven arbeitet mittlerweile auch als Regisseurin. Im Jahr 2008 wurde sie bei den F.A.M.E. Awards als „Favorite Underrated Star“ ausgezeichnet.

## Auszeichnungen
- 2008: F.A.M.E. Award für Favorite Underrated Star[2]

## Filmografie (Auswahl)
- Ass Worship 7 (2005)
- Jack’s Playground 32 (2005)
- Layout (2007)
- Slutty and Sluttier 4
- MILFs Like It Big 5 (2009)
- CFNM Secret 2 (2009)
- BatfXXX: Dark Night Parody (2010)
- This Ain’t Celebrity Apprentice XXX (2010)
- Big Tits at School 11 (2011)